# サン・ルウィ・ディノー郡

サン・ルウィ・ディノー郡
Sen Lwi dinò

サン・ルウィ・ディノー郡（サン・ルウィ・ディノーぐん、ハイチ語: Sen Lwi dinò）またはサン・ルイ・デュ・ノール郡（フランス語: Saint-Louis-du-Nord）は、ハイチ北西県東部の郡。西にポードペー郡、南にアルティボニット県グウォ・モーン郡、東に北県オボイ郡と接し、北は大西洋に面しトルチュ島の南東に位置する。
東にアンサフォレー、西にサン・ルウィ・ディノーの2つのコミーンがある。郵便番号は32から始まる。

## 脚註
1. 1 2  “Haiti: administrative units, extended”.   GeoHive.com. 2016年10月5日時点のオリジナルよりアーカイブ。2021年8月10日閲覧。
2. ↑  “POPULATION TOTALE, POPULATION DE 18 ANS ET PLUS MÉNAGES ET DENSITÉS ESTIMÉS EN 2015” (pdf).   Institut Haïtien de Statistique et d’Informatique (IHSI). pp. 16 - 17 (2015年3月). 2021年8月10日閲覧。